# Camphin-en-Pévèle
Pour les articles homonymes, voir Camphin et Pévèle.
Ne doit pas être confondu avec Camphin-en-Carembault.

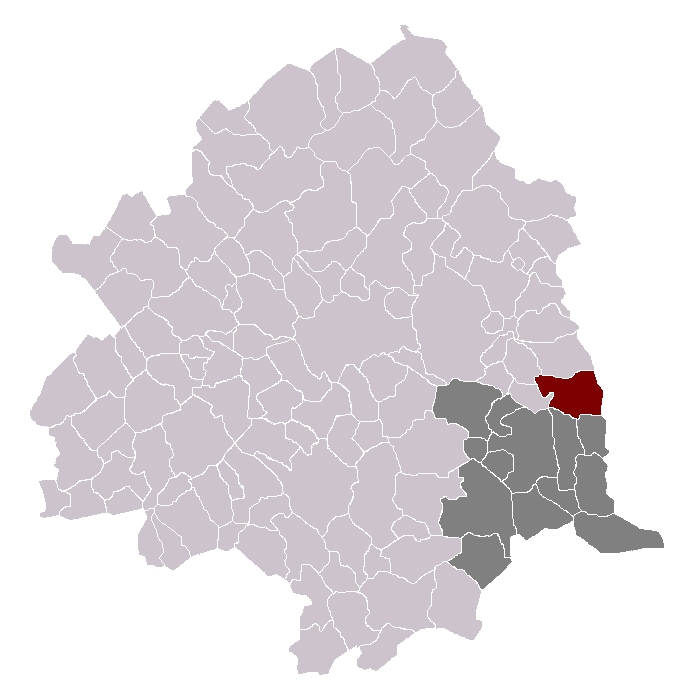
Camphin-en-Pévèle dans son canton et son arrondissement.

Camphin-en-Pévèle est une commune française située dans le département du Nord, en région Hauts-de-France.

## Géographie
La commune se situe dans la Pévèle à 17 km de Lille.
Pour y venir, il faut sortir à la sortie « Baisieux » de l'autoroute A27 direction Bruxelles.

### Communes limitrophes
| Baisieux |                       |                   |
| Gruson   | Camphin-en-Pévèle     | Lamain (Belgique) |
| Cysoing  | Bourghelles/Wannehain |                   |

### Hydrographie

#### Réseau hydrographique
La commune est située dans le bassin Artois-Picardie. Elle est drainée par le ruisseau de Saint-calixte et divers autres petits cours d'eau,.

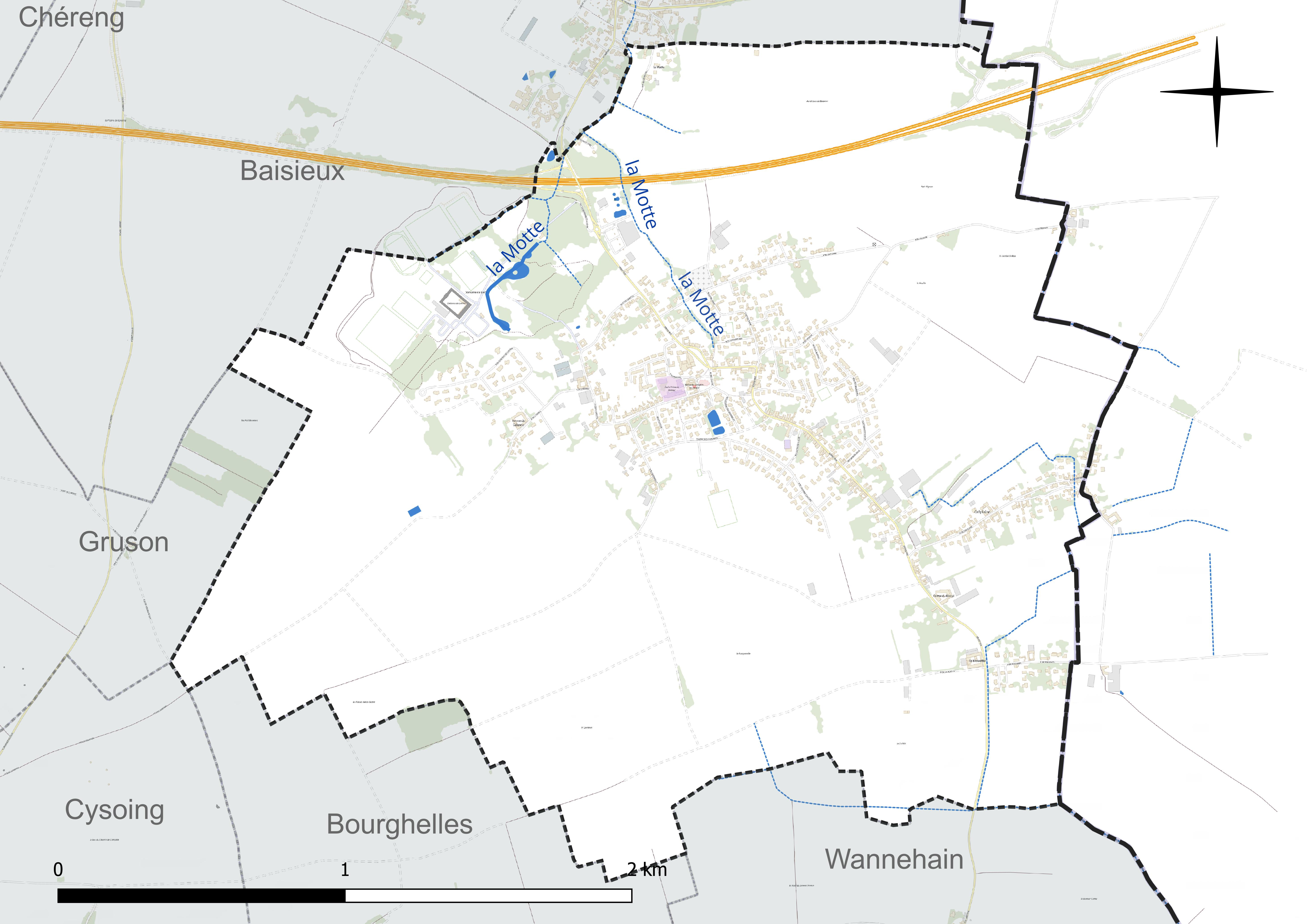
Réseau hydrographique de Camphin-en-Pévèle.

#### Gestion et qualité des eaux
Le territoire communal est couvert par le schéma d'aménagement et de gestion des eaux (SAGE) « Marque Deûle ». Ce document de planification concerne un territoire de 1 120 km2 de superficie, délimité par les bassins versants de la Marque et de la Deûle, formant une vaste cuvette sédimentaire de 40 km de long et de 25 km de large, où la pente est très faible. Le périmètre a été arrêté le 2 décembre 2005 et le SAGE proprement dit a été approuvé le 9 mars 2020. La structure porteuse de l'élaboration et de la mise en œuvre est la Métropole européenne de Lille. 
La qualité des cours d'eau peut être consultée sur un site dédié géré par les agences de l'eau et l'Agence française pour la biodiversité. 

## Urbanisme

### Typologie
Au 1er janvier 2024, Camphin-en-Pévèle est catégorisée ceinture urbaine, selon la nouvelle grille communale de densité à sept niveaux définie par l'Insee en 2022.
Elle appartient à l'unité urbaine de Camphin-en-Pévèle, une unité urbaine monocommunale constituant une ville isolée,. Par ailleurs la commune fait partie de l'aire d'attraction de Lille (partie française), dont elle est une commune de la couronne,. Cette aire, qui regroupe 201 communes, est catégorisée dans les aires de 700 000 habitants ou plus (hors Paris),.

### Occupation des sols
L'occupation des sols de la commune, telle qu'elle ressort de la base de données européenne d'occupation biophysique des sols Corine Land Cover (CLC), est marquée par l'importance des territoires agricoles (73,7 % en 2018), en diminution par rapport à 1990 (78,9 %). La répartition détaillée en 2018 est la suivante : 
terres arables (73 %), zones urbanisées (18,6 %), espaces verts artificialisés, non agricoles (7,7 %), zones agricoles hétérogènes (0,8 %). L'évolution de l'occupation des sols de la commune et de ses infrastructures peut être observée sur les différentes représentations cartographiques du territoire : la carte de Cassini (XVIIIe siècle), la carte d'état-major (1820-1866) et les cartes ou photos aériennes de l'IGN pour la période actuelle (1950 à aujourd'hui).

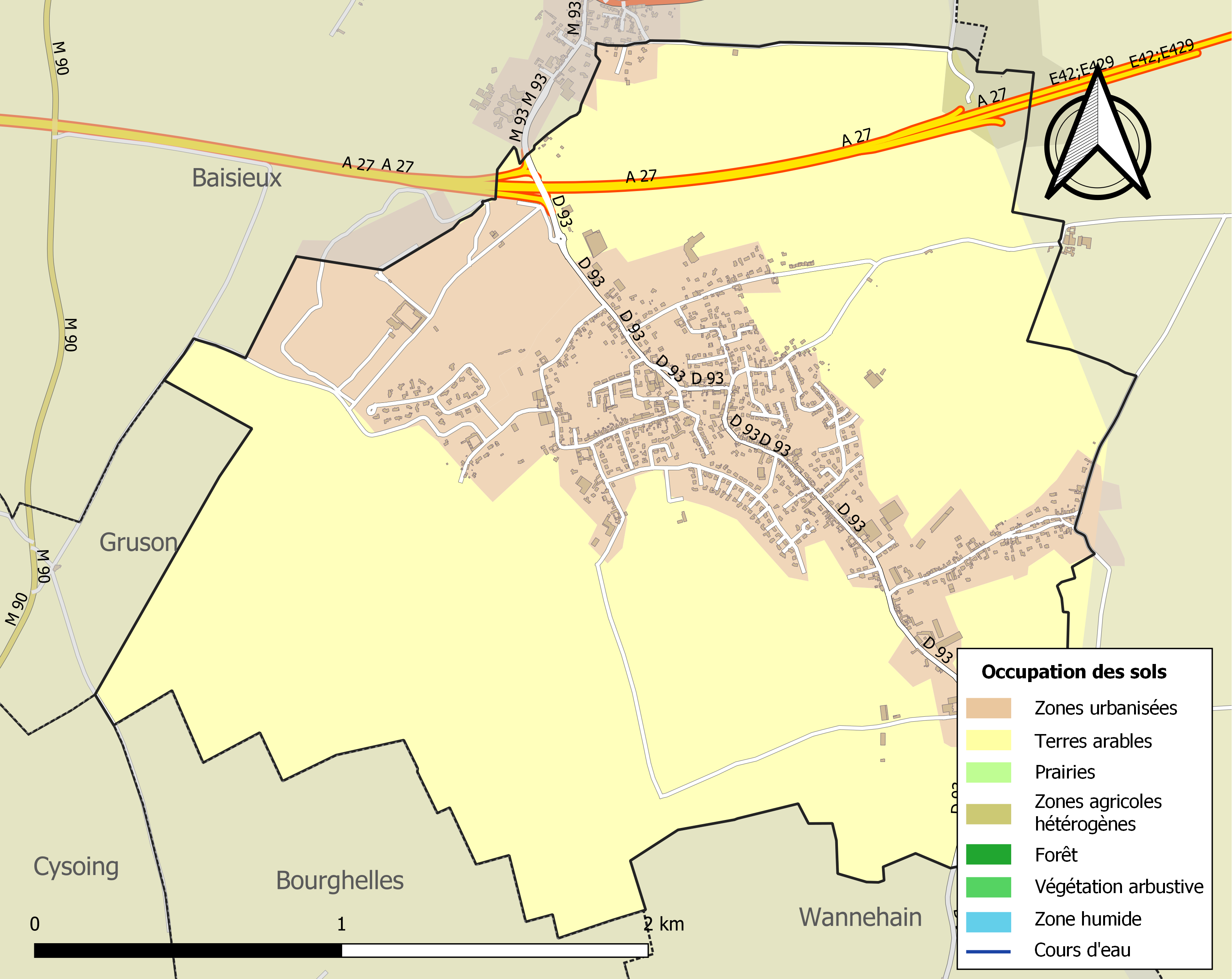
Carte des infrastructures et de l'occupation des sols de la commune en 2018 (CLC).

## Toponymie
Du latin Confinium, de confinis avec le suffixe -ium, (« Contigu, voisin »).

## Histoire

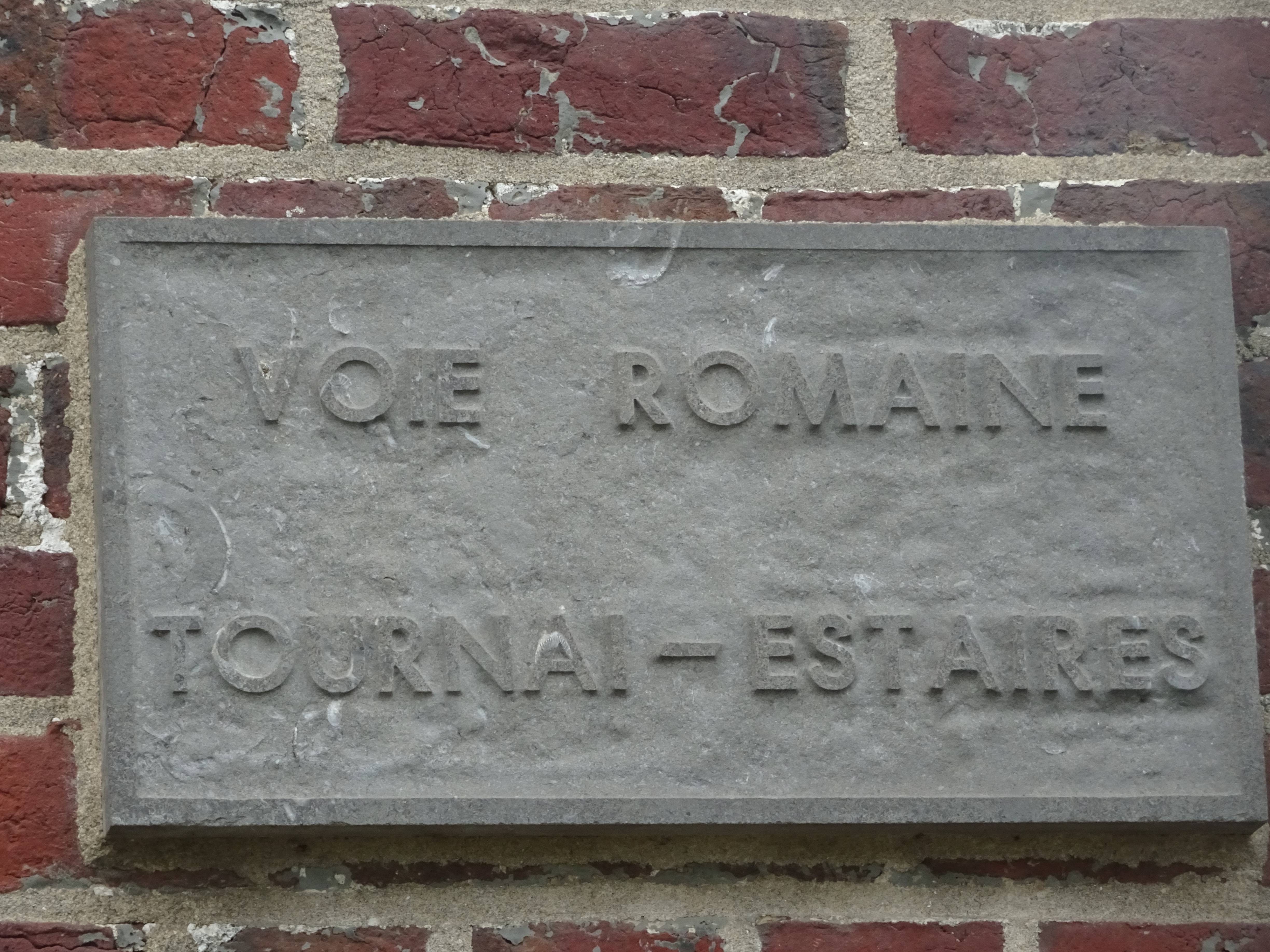
Camphin-en-Pévèle Plaque de la voie romaine Tournai-Estaires

Vers le milieu du Ve siècle, Clodion le Chevelu, un chef des Francs saliens, ayant  appris que les villes de la province romaine de Belgique seconde étaient sans défense, pénétra avec son armée en territoire romain et s'empara du Cambrésis et de l'Artois méridional. Il aurait conquis et gouverné la ville de Camphin-en-Pévèle en 430. Une plaque signifiant l'emplacement de la voie romaine Tournai-Estaires est visible sur le secteur pavé de la Justice.
Le 27 juillet 1214 Camphaing fut l'un des sites de la bataille de Bouvines au Carrefour de l'Arbre. Le roi de France, Philippe II Auguste, soutenu par des milices communales, y vainquit une coalition menée par l'empereur Othon IV et ses alliés, Jean sans Terre et le comte Ferrand de Flandre. Guillaume le Breton, chroniqueur de Philippe II et auteur de La Philippide, relate que l'armée française a traversé la rivière Marque pour emprunter le pont de Bouvines situé entre Cysoing et Sainghin-en-Mélantois.

## Politique et administration

### Liste des maires
| Période                                  | Période                       | Identité                         | Étiquette | Qualité |
| ---------------------------------------- | ----------------------------- | -------------------------------- | --------- | --- |
| Les données manquantes sont à compléter. |                               |                                  |           | |
| 1793                                     | 1816                          | Jean-Baptiste Fiévet,            |           | |
| 1817                                     | 1844                          | Pierre de Brigode de Kemlandt    |           | Écuyer Colonel de la Garde nationale de Saint-Omer Conseiller général du Nord (1829 → 1833) Conseiller général de La Bassée et Seclin (1833 → 1845) Président du conseil général du Nord (1833 → 1834) |
| Les données manquantes sont à compléter. |                               |                                  |           | |
| 1848                                     | 1854                          | Pierre Oscar de Brigode-Kemlandt | Droite    | Propriétaire terrien |
| 1855                                     | 1856                          | M. Staes                         |           | |
| 1857                                     | mai 1874 (décès)              | Pierre Oscar de Brigode-Kemlandt | Droite    | Propriétaire terrien Député du Nord (1871 → 1874) |
| 1875                                     | 1906                          | Comte Pierre-Marie de Brigode    |           | |
| 1906                                     | 1919                          | Jourdain Dewauvrin               |           | |
| 1919                                     | 1925                          | César Dewailly                   |           | |
| 1925                                     | 1929                          | Victor Paternoster               |           | |
| 1929                                     | 1931                          | Eleuthére Puche                  |           | |
| 1932                                     | 1945                          | André Dewauvrin                  |           | |
| 1945                                     | mai 1953                      | Alfred Cimetière                 |           | |
| mai 1953                                 | janvier 1959 (décès)          | Louis Carrette                   |           | Retraité |
| mars 1959                                | juillet 1962 (décès)          | Jeanne Marie Verroken            |           | Épouse du précédent |
| 1962                                     | 1981                          | René Parent                      |           | |
| 1981                                     | mars 2001                     | André Hoyaux                     |           | Retraité, maire honoraire Premier adjoint au maire (1965 → 1981) Chevalier des Palmes académiques (1995)                                                                                               |
| mars 2001                                | mars 2018 (démission)         | Michel Dufermont                 | DVD       | Retraité |
| mars 2018                                | En cours (au 19 janvier 2021) | Olivier Vercruysse               | DVD       | Maître d'oeuvre Réélu pour le mandat 2020-2026 |

### Instances judiciaires et administratives
La commune relève du tribunal d'instance de Lille, du tribunal de grande instance de Lille, de la cour d'appel de Douai, du tribunal pour enfants de Lille, du tribunal de commerce de Tourcoing, du tribunal administratif de Lille et de la cour administrative d'appel de Douai.

## Population et société

### Démographie

#### Évolution démographique
L'évolution du nombre d'habitants est connue à travers les recensements de la population effectués dans la commune depuis 1793. Pour les communes de moins de 10 000 habitants, une enquête de recensement portant sur toute la population est réalisée tous les cinq ans, les populations de référence des années intermédiaires étant quant à elles estimées par interpolation ou extrapolation. Pour la commune, le premier recensement exhaustif entrant dans le cadre du nouveau dispositif a été réalisé en 2006.

En 2022, la commune comptait 2 506 habitants, en évolution de +6,05 % par rapport à 2016 (Nord : +0,51 %, France hors Mayotte : +2,11 %).
| 1793  | 1800 | 1806  | 1821  | 1831  | 1836  | 1841  | 1846  | 1851  |
| ----- | ---- | ----- | ----- | ----- | ----- | ----- | ----- | ----- |
| 1 410 | 811  | 1 007 | 1 202 | 1 448 | 1 449 | 1 490 | 1 479 | 1 459 |

| 1856  | 1861  | 1866  | 1872  | 1876  | 1881  | 1886  | 1891  | 1896  |
| ----- | ----- | ----- | ----- | ----- | ----- | ----- | ----- | ----- |
| 1 430 | 1 408 | 1 376 | 1 359 | 1 381 | 1 371 | 1 325 | 1 289 | 1 215 |

| 1901  | 1906  | 1911  | 1921  | 1926  | 1931 | 1936  | 1946  | 1954  |
| ----- | ----- | ----- | ----- | ----- | ---- | ----- | ----- | ----- |
| 1 188 | 1 174 | 1 140 | 1 031 | 1 045 | 987  | 1 062 | 1 036 | 1 094 |

| 1962  | 1968  | 1975  | 1982  | 1990  | 1999  | 2006  | 2011  | 2016  |
| ----- | ----- | ----- | ----- | ----- | ----- | ----- | ----- | ----- |
| 1 038 | 1 076 | 1 123 | 1 212 | 1 341 | 1 570 | 1 620 | 2 115 | 2 363 |

| 2021  | 2022  | - | - | - | - | - | - | - |
| ----- | ----- | - | - | - | - | - | - | - |
| 2 501 | 2 506 | - | - | - | - | - | - | - |

#### Pyramide des âges
La population de la commune est relativement jeune.
En 2018, le taux de personnes d'un âge inférieur à 30 ans s'élève à 39,0 %, soit en dessous de la moyenne départementale (39,5 %). À l'inverse, le taux de personnes d'âge supérieur à 60 ans est de 17,1 % la même année, alors qu'il est de 22,5 % au niveau départemental.
En 2018, la commune comptait 1 225 hommes pour 1 268 femmes, soit un taux de 50,86 % de femmes, légèrement inférieur au taux départemental (51,77 %).
Les pyramides des âges de la commune et du département s'établissent comme suit.
| Hommes | Classe d’âge | Femmes |
| ------ | ------------ | ------ |
| 0,3    | 90 ou +      | 0,7    |
| 3,1    | 75-89 ans    | 5,8    |
| 12,5   | 60-74 ans    | 11,7   |
| 22,7   | 45-59 ans    | 21,8   |
| 21,6   | 30-44 ans    | 22,0   |
| 15,7   | 15-29 ans    | 14,7   |
| 24,2   | 0-14 ans     | 23,3   |

| Hommes | Classe d’âge | Femmes |
| ------ | ------------ | ------ |
| 0,5    | 90 ou +      | 1,4    |
| 5,3    | 75-89 ans    | 8,1    |
| 14,8   | 60-74 ans    | 16,2   |
| 19,1   | 45-59 ans    | 18,4   |
| 19,5   | 30-44 ans    | 18,7   |
| 20,7   | 15-29 ans    | 19,1   |
| 20,2   | 0-14 ans     | 18     |

## Culture locale et patrimoine

### Personnalités liées à la commune
- Les armoiries des seigneurs de Roques se retrouvent sur la porte du presbytère de Camphin-en-Pévèle avec la devise : « E rupe salus »[24].
- Les comtes de Brigode, maires de la commune de Camphin-en-Pévèle de 1815 à 1905.

### Héraldique
|  | Les armes de Camphin-en-Pévèle se blasonnent ainsi :"D'azur à sept besans d'or, 3, 3 et 1". |

### Lieux et monuments
- Le domaine de Luchin accueille le club professionnel de football de Lille métropole, le LOSC Lille

Le domaine de Luchin, aujourd'hui propriété du LOSC, remonte au IXe siècle et fut un temps propriété des comtes de la Hamaide Belgique et de succession en succession, ou de cession, revient aux comtes de Brigode qui furent maire de la commune de Camphin-en-Pévèle de 1815 à 1905.

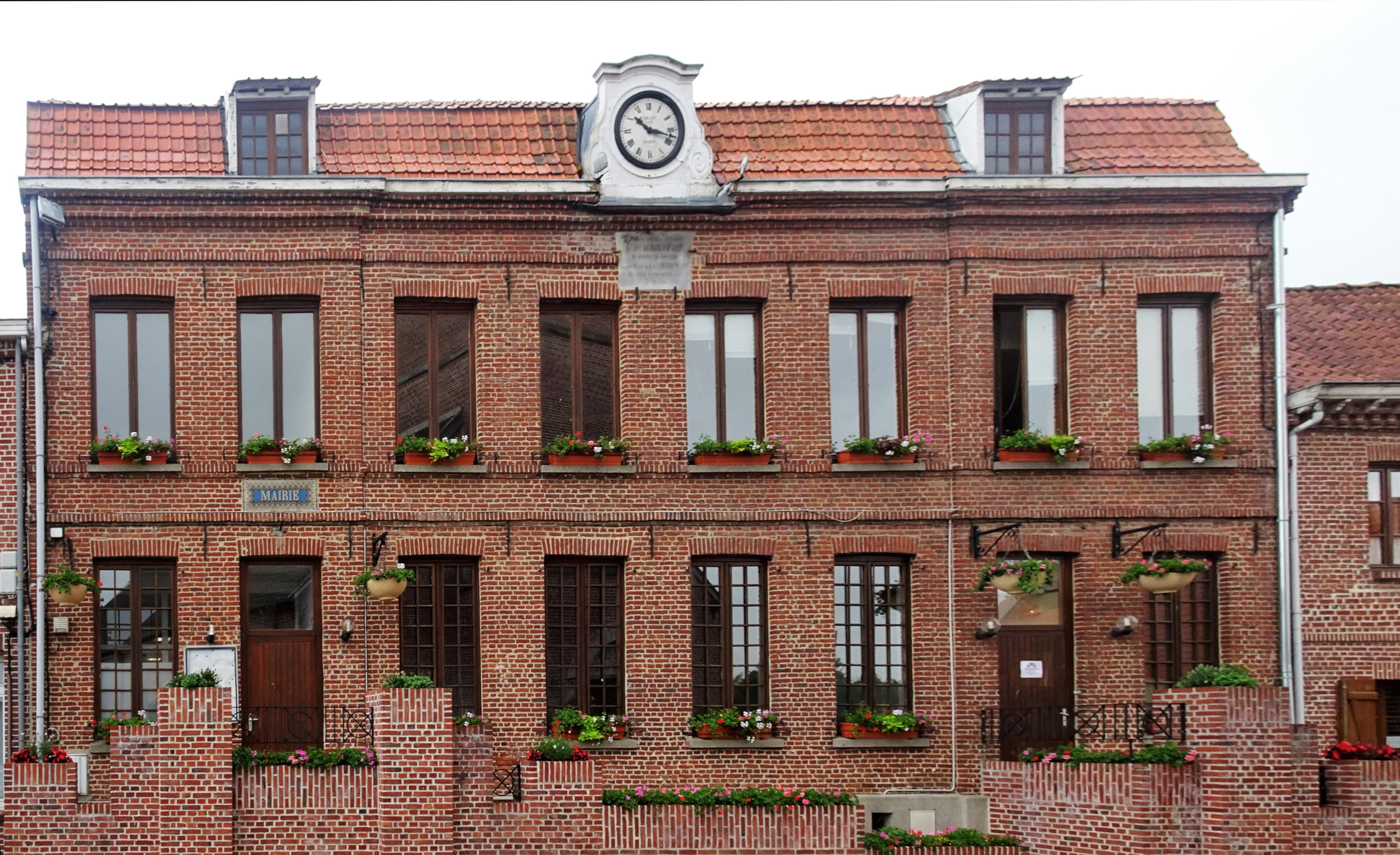
Mairie de Camphin-en-Pévèle

- On retrouve dans le chœur de l'église quatre vitraux qui furent offerts par la famille de Brigode.

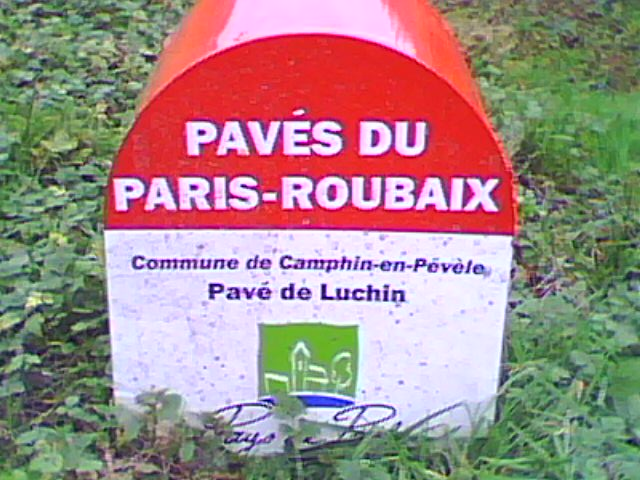
Paris-Roubaix secteur du Pavé de Luchin

- Le secteur pavé du Carrefour de l'Arbre (ou Pavé de Luchin)  se situe aussi à cheval sur le territoire de la commune et de la commune voisine de Gruson.

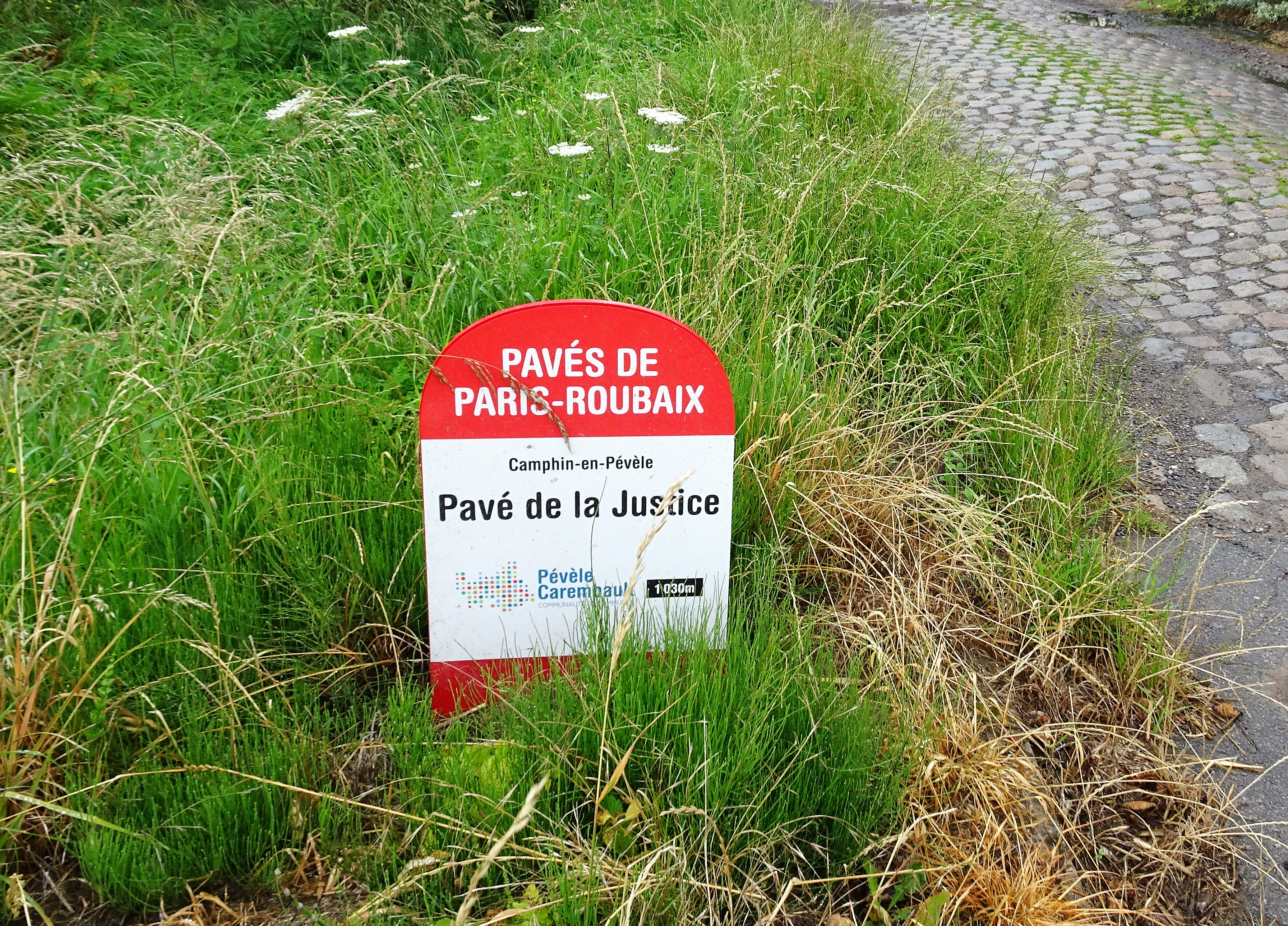
Paris-Roubaix secteur du Pavé de la Justice

- Le Pavé de la Justice est un secteur pavé de la course cycliste Paris-Roubaix situé à Camphin-en-Pévèle avec une difficulté actuellement classée quatre étoiles[25].

## Pour approfondir